# The Jemeel Moondoc All-Stars Live in Paris
The Jemeel Moondoc All-Stars Live in Paris ist ein Jazzalbum von Jemeel Moondoc. Die am 23. März 1999 auf dem Banlieues Bleues Festival in Saint-Ouen-sur-Seine entstandenen Aufnahmen erschienen 2002 auf Cadence Jazz Records.

## Hintergrund
Bei den in Paris auftretenden Jemeel Moondoc All-Stars gab es personelle Überschneidungen mit Moondocs damaligem zehnköpfigen Ensemble, The Jus Grew Orchestra, mit dem er zuvor das Album Spirit House (2000) aufgenommen hatte. Mitglieder des Quintetts bei dem Auftritt auf dem Banlieues Bleues Festival waren neben dem Leiter Roy Campbell (Trompete), Zane Massey (Tenorsaxophon), William Parker am Bass und Cody Moffett am Schlagzeug.

## Titelliste
- Jemeel Moondoc: The Jemeel Moondoc All-Stars Live in Paris (Cadence Jazz Records CJR 1151)[1]

1. HiRise 11:47
2. Not Quite Ready for Prime Time 22:34
3. We Don’t 17:13
4. One Down, One Up 14:50

Die Kompositionen stammen von Jemeel Moondoc.

## Rezeption
Aaron Steinberg schrieb in JazzTimes, Jemeel Moondocs Karriere habe wohl bei Cecil Taylor begonnen, aber es sei Ornette Colemans Bild, das Moondoc wahrscheinlich bei der Arbeit auf seinem Schreibtisch aufbewahrt. Man könne es von Anfang an hören, während er spielt und sich seine Kompositionen im Stil Ornette Colemans der Atlantic-Phase [d. h. 1959–62] in Live in Paris entfalten. Trotzdem lasse Moondoc [stilistisch] viel Platz. Der Saxophonist mildere eine Coleman-ähnliche Adstringenz mit einer gewissen Erdigkeit und einem Hauch von Süße. Letzteres komme zum Vorschein, wenn Moondoc sich erlaubt, melodisch zu improvisieren, eine verborgene Stärke, die ihm helfe, ein feines Solo auf dem Höhepunkt des Konzerts, „Not Quite Ready for Prime Time“, aufrechtzuerhalten.
Richard Cook und Brian Morton, die das Album in The Penguin Guide to Jazz mit drei Sternen bewerteten, merkten kritisch an, der Pariser All-Stars Gig sei eine weitere leicht chaotische Angelegenheit, verfüge aber gegenüber dem Album Spirit House mit dem Jus Grew Orchestra über einen schärferen und weniger ausgefüllten Sound. Bei einem Großteil des Mitschnitts werde der Bandleader herausgestellt, aber auch Masseys raues Tenorsaxophon und Roy Campbells jaulende Trompete machten ihre [jeweilige] Präsenz spürbar.